# كارين هالاند
كارين هالاند (بالنرويجية البوكمول: Karine Haaland)‏ هي رسامة كارتون ورسامة توضيحية نرويجية، ولدت في 29 أغسطس 1966 في برغن في النرويج.